# Eria arunachalensis
Eria arunachalensis är en orkidéart som beskrevs av A.Nageswara Rao. Eria arunachalensis ingår i släktet Eria och familjen orkidéer.
Artens utbredningsområde är Arunachal Pradesh. Inga underarter finns listade i Catalogue of Life.